# Épisodes de State of Affairs
Cet article présente le guide des épisodes de la série télévisée américaine State of Affairs.

## Généralités
- La saison a été diffusée du 17 novembre 2014 au 16 février 2015 par le réseau NBC.
- Au Canada, la saison est diffusée en simultanée sur le réseau Global[1].

### Synopsis
Charleston Tucker est une analyste de la CIA, elle a été recrutée par la présidente des États-Unis pour être son assistante personnelle. Ses missions sont de prévenir les attaques sur le sol américain et de faire attention aux menaces.

## Distribution

### Acteurs principaux
- Katherine Heigl : Charleston « Charlie » Tucker
- Alfre Woodard : Président Constance Payton
- Adam Kaufman : Lucas Newsome
- Sheila Vand : Maureen James
- Cliff Chamberlain : Kurt Tannen
- Tommy Savas (en) : Dashiell Greer
- David Harbour : David Patrick

### Acteurs récurrents et invités
- Derek Ray : Jack Dawkins, JSOC operator
- James Remar : Syd Vaslo
- Farshad Farahat : Omar Abdul Fatah, terroriste
- Mark Tallman : Aaron Payton
- Chris McKenna (en) : Nick Vera, CIA operator
- Nestor Carbonell : Raymond Navarro, CIA director
- Courtney B. Vance : First Gentleman Marshall Payton
- Christopher Michael Holley (en) : Earl Givens, CIA analyst
- Melinda McGraw : Sénateur Kyle Green

## Liste des épisodes

### Épisode 1:Classé trop secret
- États-Unis /  Canada : 17 novembre 2014 sur NBC[2] / Global[3]
- Belgique : 10 janvier 2016 sur La Deux[4]
- France : 20 mars 2017[5] sur 13e Rue[6]

- États-Unis : 8,69 millions de téléspectateurs[7] (première diffusion)
- Canada : 1,368 million de téléspectateurs[8] (première diffusion + différé 7 jours)

### Épisode 2:Dans les abysses
- États-Unis /  Canada : 24 novembre 2014 sur NBC / Global
- Belgique : 10 janvier 2016 sur La Deux
- France : 20 mars 2017 sur 13e Rue

- États-Unis : 5,78 millions de téléspectateurs[9] (première diffusion)

### Épisode 3:Unité d'élite
- États-Unis /  Canada : 1er décembre 2014 sur NBC / Global
- Belgique : 10 janvier 2016 sur La Deux
- France : 27 mars 2017 sur 13e Rue

- États-Unis : 7,04 millions de téléspectateurs[10] (première diffusion)
- Canada : 1,104 million de téléspectateurs[11] (première diffusion + différé 7 jours)

### Épisode 4:Prolifération
- États-Unis /  Canada : 8 décembre 2014 sur NBC / Global
- Belgique : 17 janvier 2016 sur La Deux
- France : 27 mars 2017 sur 13e Rue

- États-Unis : 6,30 millions de téléspectateurs[12] (première diffusion)

### Épisode 5:Premier avertissement
- États-Unis /  Canada : 15 décembre 2014 sur NBC / Global
- Belgique : 17 janvier 2016 sur La Deux
- France : 3 avril 2017 sur 13e Rue

- États-Unis : 6,18 millions de téléspectateurs[13] (première diffusion)
- Canada : 1,123 million de téléspectateurs[14] (première diffusion + différé 7 jours)

### Épisode 6:Sérum de vérité
- États-Unis /  Canada : 22 décembre 2014 sur NBC / Global
- Belgique : 24 janvier 2016 sur La Deux
- France : 3 avril 2017 sur 13e Rue

- États-Unis : 4,58 millions de téléspectateurs[15] (première diffusion)
- Canada : 860 000 téléspectateurs[16] (première diffusion + différé 7 jours)

### Épisode 7:L'école de la terreur
- États-Unis /  Canada : 5 janvier 2015 sur NBC / Global
- Belgique : 24 janvier 2016 sur La Deux
- France : 10 avril 2017 sur 13e Rue

- États-Unis : 4,47 millions de téléspectateurs[17] (première diffusion)

### Épisode 8:Tisser sa toile
- États-Unis /  Canada : 12 janvier 2015 sur NBC / Global
- Belgique : 31 janvier 2016 sur La Deux
- France : 10 avril 2017 sur 13e Rue

- États-Unis : 3,62 millions de téléspectateurs[18] (première diffusion)

### Épisode 9:Enquêtes explosives
- États-Unis /  Canada : 19 janvier 2015 sur NBC / Global
- Belgique : 31 janvier 2016 sur La Deux
- France : 17 avril 2017 sur 13e Rue

- États-Unis : 4,49 millions de téléspectateurs[19] (première diffusion)

### Épisode 10:Hémorragie interne
- États-Unis /  Canada : 26 janvier 2015 sur NBC / Global
- Belgique : 7 février 2016 sur La Deux
- France : 17 avril 2017 sur 13e Rue

- États-Unis : 4,41 millions de téléspectateurs[20] (première diffusion)

### Épisode 11:Le seul espoir
- États-Unis /  Canada : 2 février 2015 sur NBC / Global
- Belgique : 7 février 2016 sur La Deux
- France : 24 avril 2017 sur 13e Rue

- États-Unis : 4,73 millions de téléspectateurs[21] (première diffusion)

### Épisode 12:Au cœur de la cible
- États-Unis /  Canada : 9 février 2015 sur NBC / Global
- Belgique : 14 février 2016 sur La Deux
- France : 24 avril 2017 sur 13e Rue

- États-Unis : 4,04 millions de téléspectateurs[22] (première diffusion)

### Épisode 13:Trois, deux, un
- États-Unis /  Canada : 16 février 2015 sur NBC / Global
- Belgique : 14 février 2016 sur La Deux
- France : 24 avril 2017 sur 13e Rue

- États-Unis : 4,47 millions de téléspectateurs[23] (première diffusion)